# Schönfließ (Eisenhüttenstadt)

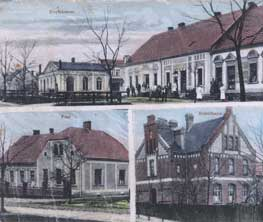
Schönfließ auf einer Postkarte (um das Jahr 1915)

Schönfließ ist ein Ortsteil von Eisenhüttenstadt. Das ehemals eigenständige Dorf liegt nahe der Oder, etwa 25 km südlich von Frankfurt (Oder) und 25 km nördlich von Guben, 120 km südöstlich von Berlin fast an der polnischen Grenze.
Der Name des Ortes entstand durch das Fließ, welches die Gemeinde von West nach Ost durchzieht und an dessen Ufern die Bauerngehöfte errichtet wurden, woran sich dann jeweils die zugehörigen Ställe und Felder anschlossen.

## Geschichte

### Mittelalter
Erstmals wurde Schönfließ in einer Rathenower Urkunde aus dem Jahr 1316 erwähnt. Danach verkaufte der Markgraf Johann von Brandenburg am 4. Juni 1316 die Stadt Fürstenberg (Oder), das Schloss Schiedlo sowie die Dörfer Schönfließ, Diehlo, Ratzdorf, Ziltendorf und Lawitz an das Kloster Neuzelle, in dessen Besitz das Dorf bis zur Säkularisation im Jahr 1817 verblieb. Die Schönfließer Bauern hatten an die Zisterzienser neben den zu leistenden Hand- und Spanndiensten jährlich auch Naturalabgaben zu leisten, u. a. Hühner, Getreide, Bienenhonig und Wein.

### Dreißigjähriger Krieg
Im Jahre 1618 zählte Schönfließ zirka 22 Gehöfte. Die Gebäude waren mit Stroh oder Schilf gedeckte Holzbauten. Der Dreißigjährige Krieg richtete in den Jahren 1637 und 1642 großen Schaden an. Von den 22 Gehöften blieben nach Plünderungen und Brandschatzungen durch schwedische Truppen nur neun übrig. In den Jahren nach 1650 wurde das Dorf wieder aufgebaut und der alte Zustand wiederhergestellt.

### Die Gemeindeverwaltung im 18. Jahrhundert
In den Jahren 1700 bis 1765 waren stets die Lehngutsbesitzer auf dem Grundstück Nummer 1 zugleich Schulze oder Ortsvorsteher. Dazu gehörte ein Beischulze (ein Bauerngutsbesitzer) und drei bis vier Schöffen (das Dorfgericht).

### Ende der Klosterherrschaft
Im Jahr 1815 wurde die Niederlausitz durch Beschluss des Wiener Kongresses preußisch. Infolgedessen wurde in einer Kabinettsorder vom 18. Februar 1817 durch König Friedrich Wilhelm III. von Preußen das Stift und Kloster Neuzelle aufgehoben. Die Naturalleistungen und Dienstpflichten an das Kloster wurden in Barleistungen umgerechnet und abgelöst. Dies geschah in den Jahren 1850/60.

### Der Strukturwandel im Dorf
Im Jahre 1847 fand man beim Bau eines Brunnens nahe der Försterei Braunkohle. Der Fürstenberger Kaufmann Thielenberg sah hier seine große Chance. Er holte Bergleute herbei, kaufte das Gelände und begann 1858 mit der Förderung der Kohle. Durch Einführung der amerikanischen Korbweide erhielt das Korbmacherhandwerk einen bedeutenden Aufschwung. Mitte des 19. Jahrhunderts wurde eine Korbmacherinnung gegründet. Das Dorf begann sich vom Bauerndorf zum Industrieort zu verändern. Dazu trugen besonders die Verkehrsbauten in der Region bei:
- 1846/47 Bau der Eisenbahnstrecke Berlin - Breslau bei Fürstenberg (Oder)
- 1889/90 Bau der Chaussee Fürstenberg (Oder) - Fünfeichen durch den Ort
- 1890 Bau des Oder-Spree-Kanals
- 1894/95 Bau der Straße nach Diehlo.

Durch den Bergbau kamen mehr Menschen in das Dorf. Am 1. Dezember 1845 lag die Einwohnerzahl bei 467, bei der Volkszählung am 16. Juni 1925 bei 1334. Durch die Zunahme der Bevölkerung stieg der Bedarf an gewerblichen Einrichtungen, zudem musste die Schule erweitert werden. Diese Erweiterung wurde vom Besitzer der Braunkohlengrube unterstützt. 1905 wurde das neue Schulgebäude an der Müllroser Straße der Schulbehörde feierlich übergeben.
Nach einem vorhandenen Protokollbuch des ehemaligen Schönfließer Bergmannsvereins ist dieser wahrscheinlich 1897 gegründet wurden. Er übernahm die Versorgung seiner Mitglieder bei Krankheit und Unfall sowie die Unterstützung der Hinterbliebenen im Todesfall. Jeweils im Februar und im Sommer fand ein Bergmannsfest mit Ball statt.
1926 gab es im Dorf 49 Industrie- und Gewerbeeinrichtungen, unter anderen:
- eine Holzwollefabrik,
- zwei Dampfziegeleien,
- ein Dampfsägewerk,
- drei Gastwirtschaften,
- drei Bäckereien,
- drei Schlächtereien,
- fünf Kolonialwarenläden,
- ein Konsumgeschäft,
- neunzehn Korbmachereien,
- eine Schmiede mit Hufbeschlag,
- eine Schlosserei mit Fahrradhandel,
- eine Tischlerei und Stellmacherei,
- einen Schuhmacher,
- zwei Frisörgeschäfte,
- eine Gärtnerei
- einen Maler- und Anstreichbetrieb.

### Zweiter Weltkrieg
Ab Mitte 1944 lagerte Rheinmetall-Borsig einen Teil seiner Rüstungsproduktion nach Schönfließ aus.  Nördlich des Dorfes, an der Alten Poststraße, wurde eine Produktionsstätte von „Oder Gerätebau“ errichtet, in der Teile von Flugzeugbordwaffen hergestellt wurden. Dort wurden Frauen aus der Region sowie italienische Gefangene und Frauen aus dem KZ Ravensbrück beschäftigt.  Nach dem Krieg wurde die Fabrik als Reparationsleistung demontiert und ihre Gebäude wurden gesprengt.
Ende Januar 1945 erreichte die Front Schönfließ und die Einwohner mussten ihr Dorf verlassen. Nach Kriegsende kehrten viele Einwohner zurück und fanden ein von der Waffen-SS geplündertes Dorf vor.

### Nachkriegszeit
Im Oktober 1945 begann im Dorf wieder der Schulunterricht. Zwei Alt- und drei Neulehrer unterrichteten in Schönfließ. Später wurde am Ort eine Zentralschule gebildet, in der auch aus Pohlitz und Rießen sowie zeitweilig aus Diehlo Kinder aufgenommen wurden.
Die Braunkohleförderung wurde 1947 auf Befehl Nr. 132 der Sowjetischen Militäradministration in Deutschland reaktiviert, da viel Kohle zum Aufbau einer Industrie im Lande benötigt wurde. Eine kleine Gruppe beherzter ehemaliger Bergleute der 1927 stillgelegten Grube schuf alle Voraussetzungen dafür, die Braunkohle wieder aus 60 bis 66 Metern Tiefe fördern zu können. Die Kohle wurde mit einer Kleinbahn zum Milenzhafen transportiert. Dort trennte man die größeren Stücke Siebkohle von der Feinkohle. Die Feinkohle wurde an Ort und Stelle zu Naßpreßsteinen verarbeitet. Per Schiff oder Eisenbahn wurde die Kohle abtransportiert. 1952 wurde die Grube in Schönfließ endgültig stillgelegt, da die Tagebaue der Niederlausitz billiger und ergiebiger förderten.
Nur wenige landwirtschaftliche Betriebe nahmen nach 1945 wieder ihre Arbeit auf. Sie bestellten ihre Felder oft unter großen Schwierigkeiten (Kriegsschäden), zunächst mit geliehenem Saatgut. Der größte Teil des Erntegutes musste an den Staat und die Sowjetarmee abgegeben werden.

### Das metallurgische Werk EKO
Mit dem historisch gewordenen Axthieb in der Schönfließer Heide am 18. August 1950 begann der Aufbau des metallurgischen Werkes EKO. Durch dessen Errichtung sowie durch den Aufbau der neuen Wohnstadt für die Belegschaft des Werkes verloren die Schönfließer Bauern viel Land. Der Rest der landwirtschaftlichen Flächen wurde in die LPG übernommen.

### Zusammenschluss mit Fürstenberg (Oder) und Stalinstadt
Schönfließ wurde zweimal, zuerst von 1944 bis 1947 und endgültig am 1. Juli 1950, nach Fürstenberg (Oder) eingemeindet. Mit diesem wurde es durch den Zusammenschluss mit Stalinstadt am 13. November 1961 ein Stadtteil von Eisenhüttenstadt.

Schönfließ heute

## Schreibweisen des Ortsnamens
- In der Urkunde von 1316 Schonenvlyt
- 1416/1626 Schonenflysze
- Seit 1826 heutige Schreibweise

## Brauchtum
Das Wasser des Fließes gilt seit langem als sehr rein, klar und gesund. Bekannt ist bei älteren Einwohnern das sogenannte „Osterwasser holen“. Laut Überlieferung solle man sich den Körper damit waschen: „Zur Schönheit und Gesunderhaltung, und den Mund ausspülen, damit die Zähne erhalten bleiben“. Wird das Osterwasser in verschlossenen Flaschen gelagert, behält es seine Kraft angeblich bis zum nächsten Osterfest. Die Pflege dieses alten sorbischen Brauchs ist ein Hinweis darauf, dass zumindest ein Teil der Schönfließer Bevölkerung in früheren Zeiten zum Volk der Sorben gehört hat.